# Dicrurus sumatranus
El drongo de Sumatra (Dicrurus sumatranus) es una especie de ave paseriforme de la familia Dicruridae.

## Distribución y hábitat
Es endémica de Sumatra y algunas islas adyacentes al oeste, en Indonesia. Su hábitat natural son los bosques tropicales húmedos de zonas bajas. Se encuentra amenazada por pérdida de hábitat.

## Subespecies
Se reconocen las siguientes:
- D. s. sumatranus Ramsay, RGW, 1880 - Sumatra.
- D. s. viridinitens (Salvadori, 1894) - islas Mentawai.